# Theo Jung (Esperantist)
Theo Jung, eigentlich Theodor Karl August Heinrich Jung (* 21. Dezember 1892 in Meckenheim; † 12. Mai 1986 in Den Haag) war der Gründer der Esperanto-Zeitschrift Heroldo de Esperanto.
Jung war nach dem Ersten Weltkrieg aktiv in der separatistischen Bewegung, die das Rheinland 1923 als Rheinische Republik von Preußen unabhängig machen, aber nicht vom Reich abtrennen wollte.

## Heroldo
1920 gründete er die Wochenzeitung Esperanto Triumfonta, die 1925 ihren Titel in Heroldo de Esperanto änderte. In der damaligen Inflationszeit konnte er beispielsweise mit einem amerikanischen oder schweizerischen Abonnement hundert deutsche Abonnements aufwiegen. Sitz der Redaktion und dann auch des Heroldo-Verlages wurde Köln. Der Verlag gab unter anderem die Esperanto-Übersetzung des Antikriegsromanes Im Westen nichts Neues heraus.
Heroldo wurde zu einer der größten und beliebtesten Zeitschriften der Esperanto-Bewegung, und Jung versuchte, sie zum Zentralorgan der Universala Esperanto-Asocio zu machen, dem Esperanto-Weltbund.
Doch 1933 musste sich die Zeitschrift an die neuen Verhältnisse anpassen (das Regime loben) und wurde aus internationaler Sicht weniger interessant. Als 1936 die NS-Regierung die deutschen Esperanto-Verbände auflöste, musste auch Jung sich umorientieren. Er wich nach Den Haag aus und führte dort seinen Verlag und Heroldo weiter.
1940 musste er – die Niederlande waren im Mai von Deutschland besetzt worden – die Zeitung einstellen. 1946 erschien sie wieder. 1962 übernahm die in Brüssel lebende Polin Ada Sikorska-Fighiera die Zeitschrift Heroldo.